# Hip to Be Square
Hip to Be Square is een nummer van de Amerikaanse rockband Huey Lewis & the News. Het is de tweede single van hun vierde studioalbum Fore! uit 1986. Op 6 oktober dat jaar werd het nummer op single uitgebracht.

## Achtergrond
"Hip to Be Square" gaat over een hippie uit de jaren '60 die in de jaren '80 een tegenovergestelde levensstijl aanneemt en een 'square' yuppie wordt. De plaat werd vooral een hit in Noord-Amerika, Oceanië, Finland en Nederland. 
In Nederland was de plaat op vrijdag 28 november 1986 Veronica Alarmschijf op Radio 3 en werd mede hierdoor een radiohit in de destijds twee landelijke hitlijsten op de nationale publieke popzender. De plaat bereikte de 30e positie in de Nederlandse Top 40 en de 28e positie in de Nationale Hitparade. In de Europese hitlijst op Radio 3, de TROS Europarade, werd géén notering behaald.
In België behaalde de plaat géén notering in zowel de voorloper van de Vlaamse Ultratop 50 als de Vlaamse Radio 2 Top 30 en de Waalse hitlijst.
De Amerikaanse versie van Sesamstraat creëerde destijds een eigen versie van de plaat en gebruikte dit in het televisie programma.